# Nati nel 1550
| Questa pagina contiene informazioni ricavate automaticamente dalle voci biografiche con l'ausilio del template Bio e di un bot. L'aggiornamento è periodico e automatico e ricostruisce completamente la pagina. Se manca una persona in questa lista, sei pregato di non aggiungerla, ma accertati piuttosto che la sua voce biografica contenga il template Bio e che i dati anagrafici siano correttamente compilati. Se il template Bio manca, inseriscilo tu stesso o, in alternativa, metti l'avviso {{tmp\|Bio}} che ne segnala la mancanza. Se i dati riportati sono sbagliati, correggi direttamente la voce biografica; le modifiche saranno visibili in questa lista entro pochi giorni. Per chiarimenti vedi il progetto biografie. La lista contiene solo le 114 persone che sono citate nell'enciclopedia e per le quali è stato implementato correttamente il template Bio. Pagina aggiornata al 10 ago 2025. |

## Gennaio(1)
- 18 gennaio - Tsugaru Tamenobu, militare giapponese († 1608)

## Febbraio(2)
- 22 febbraio - Carlo d'Arenberg, principe († 1616)
- 27 febbraio - Ludovico Settala, medico e traduttore italiano († 1633)

## Marzo(2)
- 6 marzo - Michelangelo Naccherino, scultore e architetto italiano († 1622)
- 20 marzo - Elisabetta di Brunswick-Grubenhagen, nobildonna tedesca († 1586)

## Aprile(5)
- 5 aprile - Andrés Pacheco, patriarca cattolico spagnolo († 1626)
- 9 aprile - Giulio Pace, giurista e filosofo italiano († 1635)
- 11 aprile - Camillo Camilliani, scultore, architetto e ingegnere italiano († 1603)
- 12 aprile - Edward de Vere, nobile e poeta inglese († 1604)
- 18 aprile - Alessandro Pieroni, architetto e pittore italiano († 1607)

## Maggio(4)
- 8 maggio - Giovanni I del Palatinato-Zweibrücken, nobile († 1604)
- 20 maggio - Simeone Tagliavia d'Aragona, cardinale e arcivescovo cattolico italiano († 1604)
- 20 maggio - Innocenzo a Prato, nobile, storico e letterato italiano († 1615)
- 25 maggio - Camillo de Lellis, religioso e presbitero italiano († 1614)

## Giugno(3)
- 6 giugno - Maffio Venier, poeta e arcivescovo cattolico italiano († 1586)
- 16 giugno - Maria Eleonora di Jülich-Kleve-Berg, principessa tedesca († 1608)
- 27 giugno - Carlo IX di Francia, sovrano († 1574)

## Luglio(2)
- 3 luglio - Jacobus Gallus, compositore sloveno († 1591)
- 21 luglio - Silvio Savelli, cardinale italiano († 1599)

## Agosto(1)
- 6 agosto - Enrico Caetani, cardinale e patriarca cattolico italiano († 1599)

## Settembre(3)
- 10 settembre - Alonso Pérez de Guzmán y Sotomayor, ammiraglio spagnolo († 1615)
- 24 settembre - Tāng Xiǎnzǔ, poeta, drammaturgo e saggista cinese († 1616)
- 30 settembre - Michael Maestlin, astronomo e matematico tedesco († 1631)

## Ottobre(5)
- 2 ottobre - Rodolfo Acquaviva, gesuita e missionario italiano († 1583)
- 4 ottobre - Carlo IX di Svezia, sovrano svedese († 1611)
- 8 ottobre - Antonio Zapata y Cisneros, cardinale spagnolo († 1635)
- 25 ottobre - Carlo Bascapè, vescovo cattolico italiano († 1615)
- 28 ottobre - Stanislao Kostka, gesuita polacco († 1568)

## Novembre(1)
- 6 novembre - Karin Månsdotter, regina svedese († 1612)

## Dicembre(6)
- 6 dicembre - Orazio Vecchi, compositore italiano († 1605)
- 22 dicembre - Cesare Cremonini, filosofo italiano († 1631)
- 28 dicembre - Vicente Espinel, poeta, romanziere e musicista spagnolo († 1624)
- 29 dicembre - García de Silva y Figueroa, diplomatico spagnolo († 1624)
- 31 dicembre - Enrico di Guisa, condottiero francese († 1588)
- 31 dicembre - Vincenzo Littara, poeta, storico e predicatore italiano († 1602)

## Senza giorno specificato(79)
- Francesco Accarigi, giurista italiano († 1622)
- Giovanni Antonio Agostini, pittore e intagliatore italiano († 1631)
- Giovanni Aicardi, architetto e ingegnere italiano († 1631)
- Fernando Álvarez de Toledo, scrittore e militare spagnolo († 1633)
- Giuseppe d'Alvino, pittore, scultore e architetto italiano († 1611)
- James Archer, gesuita irlandese († 1620)
- Vittoria Archilei, cantante italiana († 1620)
- Pier Maria Bagnadore, pittore, scultore e architetto italiano († 1627)
- Filippo Bellini, pittore italiano († 1604)
- Luca Bertelli, tipografo italiano († 1580)
- Chand Bibi, politica e militare indiana († 1599)
- Claude Billard, poeta e drammaturgo francese († 1618)
- Conrad Bloc, medaglista olandese
- Matthijs Bril, pittore fiammingo († 1583)
- François Briot, medaglista e incisore francese († 1616)
- Robert Browne, teologo britannico († 1633)
- Jean Béguin, chimico francese († 1620)
- Antonio Maria Caneva, pittore e architetto italiano
- Giulio Cesare Capaccio, teologo, storico e poeta italiano († 1634)
- Catherine Carey, contessa di Nottingham, nobildonna inglese († 1603)
- Pasquale Cati, pittore italiano († 1620)
- Gian Paolo Cavagna, pittore italiano († 1627)
- Bartolomeo Comino, funzionario e diplomatico italiano († 1627)
- Tomeo Confetti, vescovo cattolico italiano († 1630)
- Cesare Corte, pittore e architetto italiano († 1613)
- Giulio Cesare Croce, scrittore, cantastorie e commediografo italiano († 1609)
- John Davis, esploratore inglese († 1605)
- Fabrizio De Fornaris, attore teatrale e commediografo italiano († 1637)
- Vincenzo Di Giovanni, storico italiano († 1627)
- Cesare Di Napoli, pittore italiano
- Wendel Dietterlin, pittore tedesco († 1599)
- Donato Donati, mercante e banchiere italiano († 1631)
- Ambrogio Doria, doge († 1621)
- Fortunato Fedele, medico italiano († 1630)
- Bartolomeo Ferrero, vescovo cattolico italiano († 1607)
- Giacomo Franco, incisore e editore italiano († 1620)
- Melchiorre Galluzzi, pittore italiano († 1599)
- Hubert Gerhard, scultore olandese († 1620)
- Ferrante Gonzaga, condottiero italiano († 1605)
- Gregorio di Valencia, umanista spagnolo († 1603)
- Nicolas Guillain, scultore francese († 1639)
- John Herbert, avvocato, diplomatico e politico gallese († 1617)
- Anton Hering, giurista tedesco († 1610)
- Ina Tadatsugu, militare giapponese († 1610)
- Angelo Ingegneri, poeta e regista teatrale italiano († 1613)
- Ishikawa Akimitsu, militare giapponese († 1622)
- Didier de La Cour, abate francese († 1623)
- Giacomo Lauro, pittore italiano († 1605)
- Gian Paolo Lolmo, pittore italiano († 1595)
- Maeda Nagatane, militare giapponese († 1631)
- Mario da Calascio, francescano e linguista italiano († 1620)
- Damiano Mazza, pittore italiano († 1576)
- Marco Mazzaroppi, pittore italiano († 1620)
- Domenico Mona, pittore italiano († 1602)
- Nepero, matematico, astronomo e fisico scozzese († 1617)
- Ercole Pasquini, organista, clavicembalista e compositore italiano
- John Payne, presbitero inglese († 1582)
- Merkelis Petkevičius, tipografo lituano († 1608)
- Ascanio Pignatelli, poeta italiano († 1601)
- Ludovico Porcelletto, scrittore italiano († 1619)
- Raffaellino da Reggio, pittore italiano († 1578)
- Renato II di Rohan, condottiero francese († 1586)
- Johannes Rosinus, storico e scrittore tedesco († 1626)
- David Sacerdote, compositore e banchiere italiano († 1625)
- Tomás Sánchez, gesuita e giurista spagnolo († 1610)
- Barbara Sanseverino, nobile italiana († 1612)
- Antonio Santucci, astronomo e scienziato italiano († 1613)
- Francesco I Sforza di Caravaggio, nobile italiano († 1583)
- Marta Tana, italiana († 1605)
- Pompeo Ugonio, religioso, bibliotecario e antiquario italiano († 1614)
- Ercole Vaccari, vescovo italiana († 1624)
- Giovanni Vasanzio, architetto olandese († 1621)
- Richard Verstegen, storico, incisore e poeta inglese († 1640)
- Edward Maria Wingfield, militare, navigatore e politico inglese († 1631)
- Francisco Desquivel, arcivescovo cattolico spagnolo († 1624)
- Alessandro I da Correggio, politico italiano († 1591)
- Alonso de Acevedo, poeta spagnolo
- Emilio de' Cavalieri, compositore e organista italiano († 1602)
- Ōuchi Chikatsuna, militare giapponese († 1626)